# Honda 1300

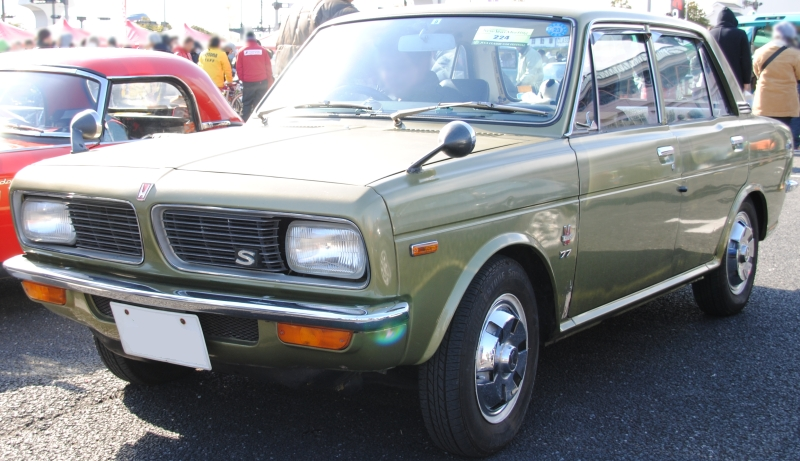
Honda 1300 77S

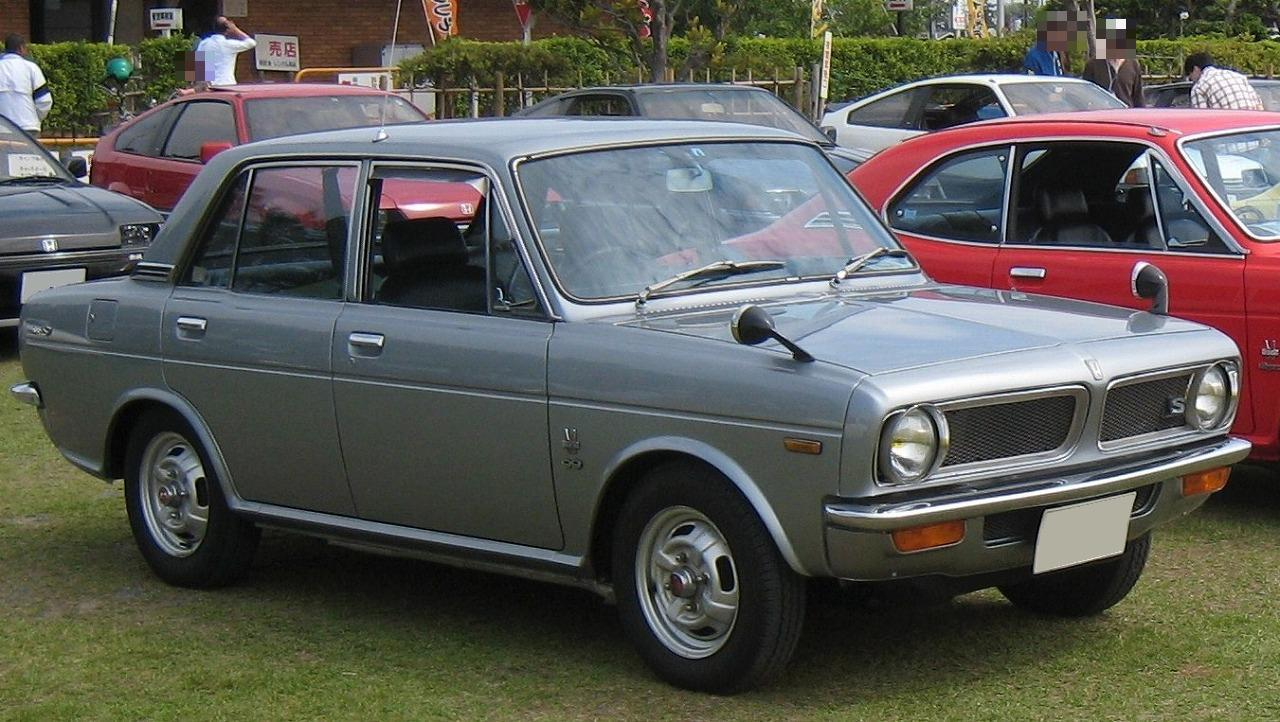
Honda 1300 99S

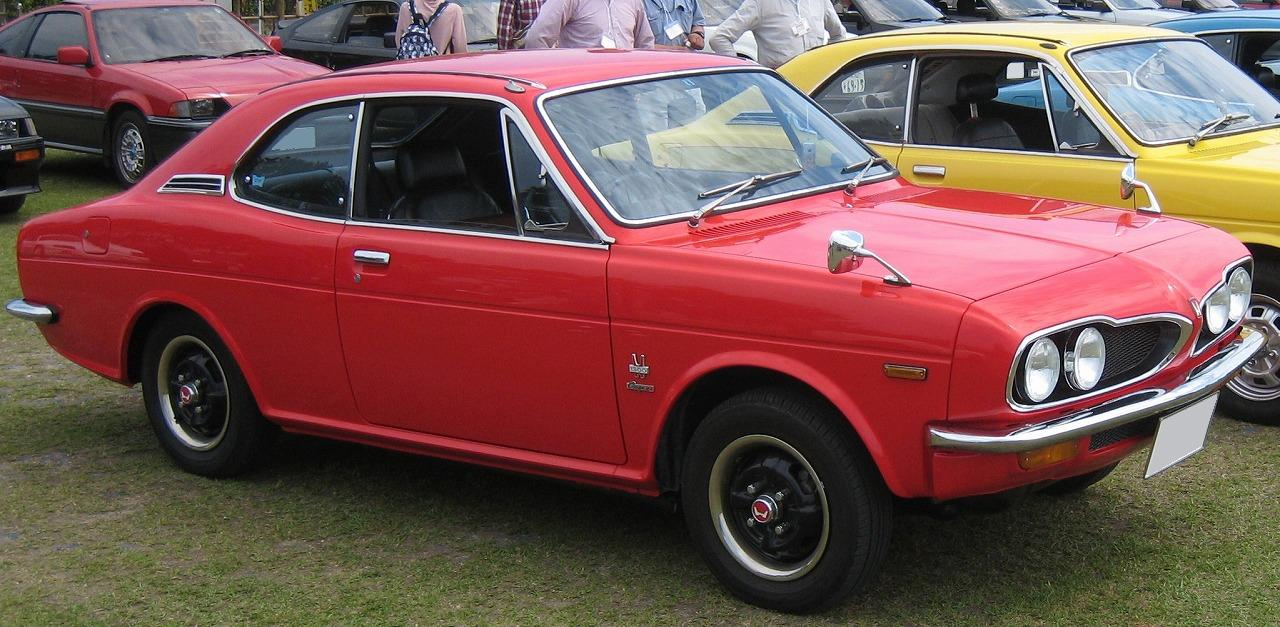
Honda 1300 Coupe 7s

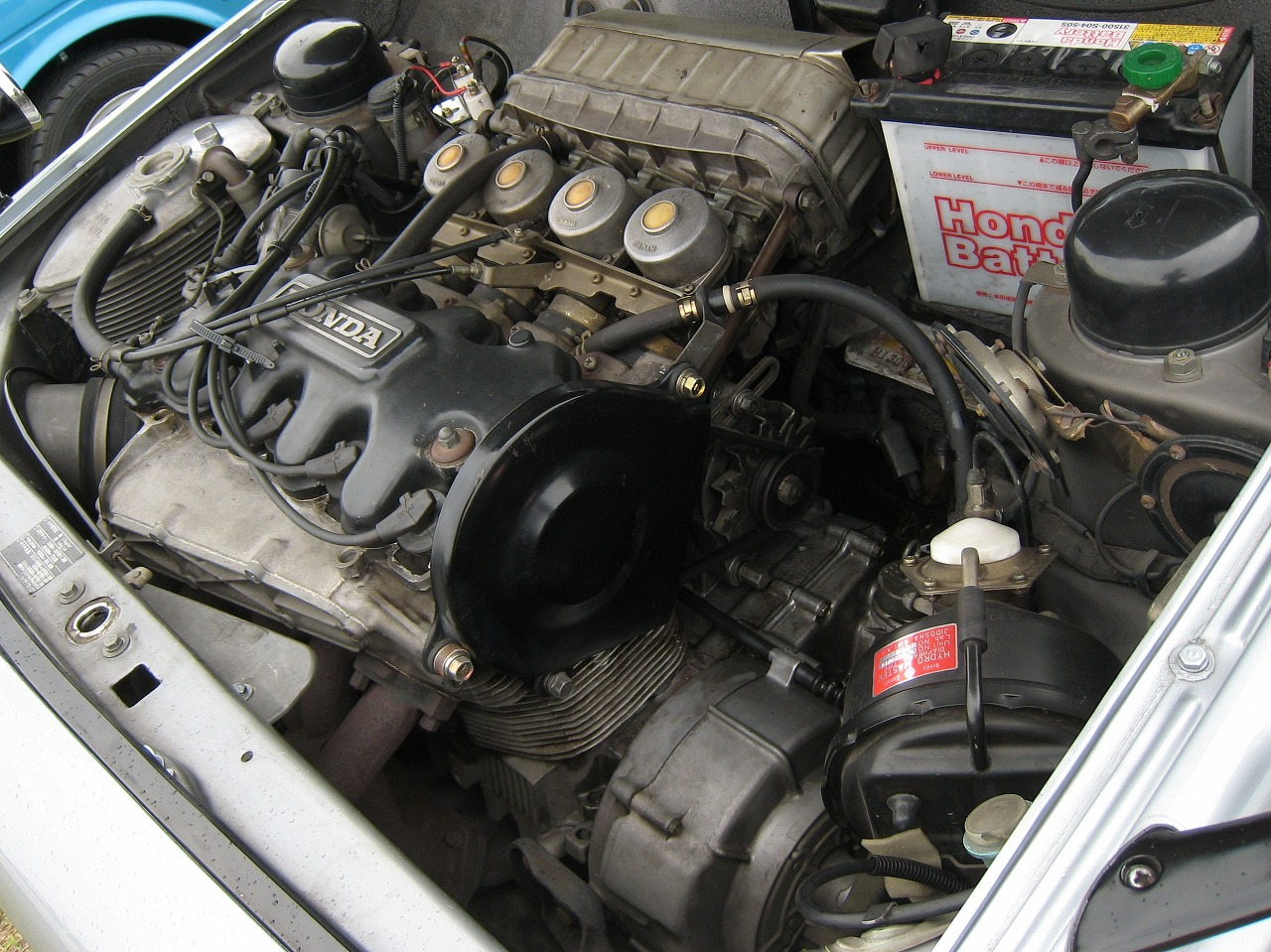
Honda 1300 DDAC Motor

1968 präsentierte Sōichirō Honda eine Mittelklasse-Limousine mit luftgekühltem, quer eingebautem 4-Zylinder-Motor. Die erste Präsentation fand am 21. Oktober 1968, wenige Tage vor der Tokio Motor Show, in einem Hotel statt, die öffentliche an der Tokio Motor Show. Honda siedelte die 1300/145-Modellreihe in der unteren Mittelklasse an. Das Nachfolgemodell der Baureihe war der ab 1976 angebotene Honda Accord.

## Modell- und Motorenübersicht

### 1300 Limousine/Coupé (1969–1972)
Die Leistungsüberlegenheit damaliger Honda-Motoren sollte nun auch in Mittelklasse-Pkw sichtbar werden: Mit zunächst 96 und 115 PS (71 und 85 kW) aus 1298 cm3 war die Honda 1300 anderen Pkw ihrer Hubraumklasse weit überlegen, zumal das Leergewicht nur 760 kg betrug. Die Vorderräder wurden an Dreiecksquerlenkern und MacPherson-Federbeinen geführt, hinten war eine blattgefederte Pendelachse mit langen, über die Mitte des Wagens reichenden Achshälften eingebaut. Die Zweikreisbremse hatte Scheiben vorn und Trommeln hinten. Die weniger als 4 Meter lange Karosserie war dennoch 4-türig.
Die Limousine wurde ab Mai 1969 in Japan verkauft, das Coupé ab März 1970. Den Wagen gab es 1969 in vier Ausstattungen (Standard/Deluxe/Custom/S) und zwei Leistungsstufen (96 PS und 115 PS). Es wurde in zwei Varianten und anderen Leistungsstufen bis 1972 gebaut. Hauptsächliches äußeres Unterscheidungsmerkmal der beiden Varianten sind die Frontscheinwerfer. Die erste Variante hatte Rechteckscheinwerfer, die spätere Rundscheinwerfer. Seit 1970 gab es das Fahrzeug mit automatischem Getriebe. Später im selben Jahr wurde die Limousine überarbeitet und die leistungsstärkere Variante eingestellt. 1971 wurde das Coupe überarbeitet. Der Nachfolger des Coupe 7 erhielt im Zuge der Veränderungen die Front der Limousine.
Wie bei der Limousine gab es vom Coupé zwei Varianten, die sich äußerlich aber nur wenig unterscheiden. Der Unterschied besteht vor allem in der Leistung: der 1,3 Liter große luftgekühlte Motor mit DDAC hat im Coupé 7 einen, im stärkeren Coupé 9 vier Vergaser. Automatik-Versionen wurden ebenfalls angeboten.
1969 wurde der 1300 Van Prototyp präsentiert, ein Kombiwagen der aber nicht in Produktion ging.

#### Luftkühlung
Honda wollte beweisen, dass die Luftkühlung der Wasserkühlung ohne Komforteinbußen überlegen ist, weil sie mit weniger Teilen und geringerem Gewicht auskommt, auch wenn der Motor vorn eingebaut ist und sein Gehäuse aus Leichtmetall besteht. Der Honda 1300 wurde  ein Höhepunkt der technischen Entwicklung von Serien-Automobilen mit luftgekühlten Motoren. Für dieses Modell wurden 203 Patente angemeldet. Herausragende Eigenschaft des DDAC (Duo Dyna Air Cooling)-Prinzips waren ein doppelwandiger Zylinderblock und Zylinderkopf, die von der Kühlluft durchströmt wurden, die von einem auf der Kurbelwelle sitzenden Radialgebläse gefördert wurde. Zusätzlich kühlte der Fahrtwind. Die Kühlluftmenge wurde so effizient ausgenutzt und es konnte auf hohe Kühlrippen verzichtet werden. Der Verlauf der Kühlrippen, die die Wandung gegen Schwingungen versteiften, hielten die Geräuschentwicklung und Masse gering, zugleich konnte auch kein Wärmeverzug auftreten. Das Modell 1971 hatte ein verbessertes Radialgebläse mit größerer Förderleistung. Trotz leisem Motor und guter Fahrleistungen blieb dem Modell der wirtschaftliche Erfolg versagt. Deshalb lief die Produktion nach 106.491 gefertigten Einheiten (Limousine und Coupé) aus. Der Nachfolger namens 145 hatte zwar noch die Karosserie des 1300, aber einen wassergekühlten Motor.

#### Technische Daten

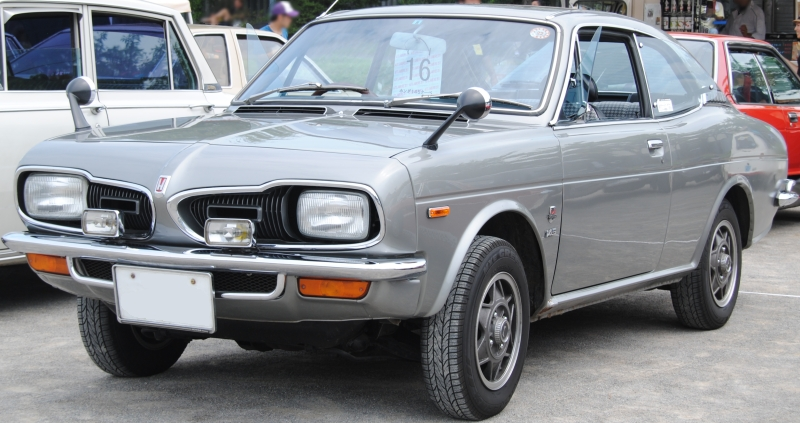
Honda 145 Coupé

| Typ    | Modell            | Typcode | Aufbau    | Hubraum  | kW (PS)    | bei min−1 | Vergaser | Bauzeit   | Stückzahl |
| ------ | ----------------- | ------- | --------- | -------- | ---------- | --------- | -------- | --------- | --------- |
| H1300  | 77                | 579+590 | Limousine | 1298 cm3 | 73,5 (100) | 7.200     | 1        | 1969–1972 |           |
| H1300  | 77 Automatic      | 579+590 | Limousine | 1298 cm3 | 58,8 (80)  | 6.500     | 1        | 1970–1972 |           |
| H1300  | 77S               | 579+590 | Limousine | 1298 cm3 | 73,5 (100) | 7.200     | 1        | 1969–1972 |           |
| H1300  | 99                | 590+591 | Limousine | 1298 cm3 | 84,5 (115) | 7.500     | 4        | 1969–1970 |           |
| H1300  | 99S               | 590+591 | Limousine | 1298 cm3 | 84,5 (115) | 7.500     | 4        | 1969–1970 |           |
| H1300C | Coupé 7           | 590+624 | Coupé     | 1298 cm3 | 70 (95)    | 7.000     | 1        | 1970–1972 | 35.804    |
| H1300C | Coupé 7 Automatic | 590+624 | Coupé     | 1298 cm3 | 58,8 (80)  | 6.500     | 1        | 1970–1972 | 1.788     |
| H1300C | Coupé 9           | 594+624 | Coupé     | 1298 cm3 | 81 (110)   | 7.300     | 4        | 1970–1972 | 7.881     |

### 145 Limousine/Coupé (1972–1974)
Die Nachfolger des zwar technisch interessanten, aber wahrscheinlich wegen des luftgekühlten Motors weniger erfolgreichen Typs 1300 wurden unter dem Namen 145 von 1972 bis 1974 gebaut. Der 145 erschien den Japanern aber wohl als Abgesang auf eine vergangene Zeit, weil sich der modernere Civic bereits den Markt eroberte. Deshalb wurden nur 9.736 Einheiten (Limousinen und Coupés) gebaut.
Der neue, flüssigkeitsgekühlte 1,45-l-Motor, der auf den ersten Blick wie ein Civic-Motor aussieht, wurde in die praktisch unveränderte Karosserie des Vorgängers 1300 eingebaut. Allerdings erhielt das 145 Coupé Rechteckscheinwerfer wie die Limousine der Ur-Version des Modells 77. Selbst das Fahrwerk wurde nicht geändert.
Erwähnenswert ist, dass das Modell FI des 145 Coupé zwecks Leistungssteigerung Hondas erstes Serien-Fahrzeug mit mechanisch gesteuerten Saugrohreinspritzung wurde.
Im Jahre 1973 – ein Jahr vor Einstellung der Produktion – brachte Honda das 145 Coupé noch mit einem automatischen Getriebe auf den Markt. Aber auch diese Maßnahme belebte den Absatz nicht.
| Typ | Aufbau    | Modell                   | Typcode | Hubraum  | kW (PS) | Bauzeit   |
| --- | --------- | ------------------------ | ------- | -------- | ------- | --------- |
| 145 | Limousine | Standard, DeLuxe, Custom | 642     | 1433 cm3 | 59 (80) | 1972–1974 |
| 145 | Coupé     | SL, GT, GL               | 643     | 1433 cm3 | 59 (80) | 1973–1974 |
| 145 | Coupé     | FI (Fuel-Injection)      | 643     | 1433 cm3 | 66 (90) | 1973–1974 |